# Synagogue des Cohanim de Djirt
La synagogue des Cohanim de Djirt, connue aussi sous son nom hébreu de Beit Knesset Kohanim HaDintreisa (hébreu : בית הכנסת כהנים הדינתרייתא), est une synagogue tunisienne située à Hara Kbira (« grand quartier » en français), le quartier juif de la périphérie de Houmt Souk sur l'île de Djerba. Elle est rattachée au rite séfarade.
Elle porte le nom de l'ancien village juif de Djirt, l'actuel Erriadh, également connu sous le nom de Hara Sghira (« petit quartier »), à quelques kilomètres au sud de Houmt Souk. Selon la tradition, c'est dans ce village que se sont installés les premiers Juifs de l'île, des Cohanim exilés de Jérusalem après la destruction du Temple de Salomon.

## Source
- (en) Cet article est partiellement ou en totalité issu de l’article de Wikipédia en anglais intitulé « Synagogue of the Kohanim of Djirt » (voir la liste des auteurs).